# Лакська мова
Ла́кська мо́ва (лакку маз) — мова лакців. Одна із шести літературних і 14 офіційних мов Дагестану. Належить до нахсько-дагестанських кавказьких мов. Говорять нею близько 120 тис. мов. Найближча до даргинської мови. Лакською мовою виходить газета і програми по Дагестанському радіо.
Фонетика мови охоплює 6 голосних і 42 приголосних звуки. Наголос є слабким, і тому на слух визначити його в багатоскладовім слові є доволі важко.

## Історія
У 1864 році російський етнограф і лінгвіст П. К. Услар повідомляв: "„Казыкумыкская грамматика“, або, як я її назвав для короткості по-місцевому, „лакская грамматика“, „лакку маз“, „лакский язык“, вже готова".
У 1890 році вийшов підручник з граматики лакської мови, під назвою "Лакскій языкъ", складений П. К. Усларом. У ньому під заголовком "Лакская азбука" зазначалося: "Запропонована азбука складена для народу, який сам себе називає загалом лак, род. відмінок — лакрал. Серед цього народу кожен окремо є лаккучу „лакська людина“, жінка — лаккущарсса — „лакська жінка“. Родину свою вони називають лакрал кӏану „місце лаків“".
У Збірнику відомостей про кавказьких горців (1868 р.) повідомлялося: "Лаки — за зауваженням Услара — з протилежних кінців округи розуміють один одного без найменших труднощів. По аулах помічається легке розмаїття вимови, яке майже не може бути виражено письмом. Найчистішою вимовою вважається кумухська; вимова мешканців селищ Вихли і Вачи славиться як найменш елегантна".
Починаючи з XV століття в лакську мову проникли запозичення з арабської мови. Існують також запозичення з азербайджанської та кумицької мов. В наш час лакська мова запозичує лексику переважно з російської мови.
Лакська мова, відповідно до Конституції Республіки Дагестан 1994 року, визнана державною мовою поряд з російською та деякими іншими великими мовами, поширеними в Дагестані (ще близько 20 місцевих мов не мають писемності, і тому не мають офіційного статусу). Вона використовується як засіб навчання в початковій школі і викладається як предмет у середній школі, середніх спеціальних навчальних закладах та вищих навчальних закладах. Лакською мовою виходить газета "Илчи".
С. А. Старостін вважав, що лакська мова перебуває у далекому спорідненні з сучасними аваро-андо-цезькими мовами.

## Писемність

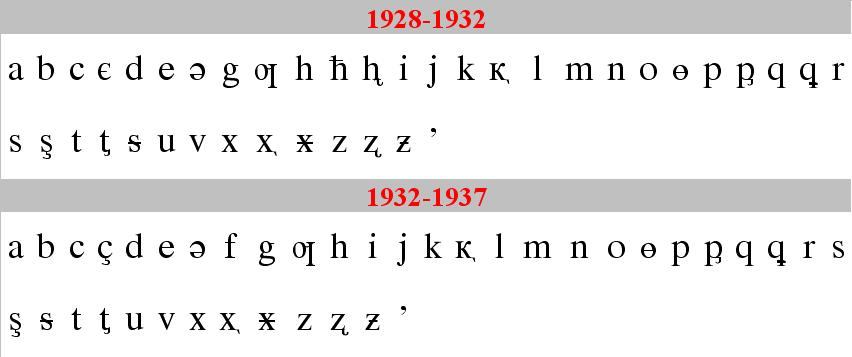
Лакська абетка 1928–1938 рр.

Писемність до 1928 року на основі арабиці, в 1928—38 рр. — латинскої абетки, з 1938 року на основі кирилиці:
| А а   | Аь аь | Б б   | В в | Г г   | Гъ гъ | Гь гь | Д д   |
| Е е   | Ё ё   | Ж ж   | З з | И и   | Й й   | К к   | Къ къ |
| Кь кь | КӀ кӀ | Л л   | М м | Н н   | О о   | Оь Оь | П п   |
| ПӀ пӀ | Р р   | С с   | Т т | ТӀ тӀ | У у   | Ф ф   | Х х   |
| Хъ хъ | Хь хь | ХӀ хӀ | Ц ц | ЦӀ цӀ | Ч ч   | ЧӀ чӀ | Ш ш   |
| Щ щ   | Ъ ъ   | Ы ы   | Ь ь | Э э   | Ю ю   | Я я   | Ӏ     |

## Лакська література
До початку XX століття писемна лакська література розвивалася повільно, обслуговуючи майже виключно освічену верхівку господарюючих класів. У розвитку лакської літератури можна виділити три основні етапи:
- література феодального періоду,
- література епохи російського завоювання,
- література післяжовтневого періоду.

У літературі перших двох періодів провідне місце займає релігійна поезія та релігійно-дидактична література. Поети-вчені XVII—XIX століть писали вірші, головним чином, релігійного змісту арабською мовою. У значній мірі ця поезія є не оригінальною, а перекладною. Найстаріший писемний пам'ятник — строфічний переклад (імовірно, XV століття) поеми арабського поета XIII століття аль-Бусірі "Касида про плащ". Подальша релігійна тематика переплітається з національно-визвольними мотивами. До літератури цього періоду належить творчість Юсуфа Кади Муркилинського (помер у 1918 році), Шафі-Ницовкринського (помер у 1918 році), Будугая Муси, Гасана Гузунова та інших. До післяжовтневої лакської літератури відноситься творчість Гаруна Саідова (1891—1919), Саїда Габієва, Хаджи-Мурада Амітаєва (Лутфі) (помер у 1918 році) та інших. Лірична поезія цього періоду відзначена рисами романтизму і реалізму. У 30-х роках лакська література вступає на шлях соціалістичного реалізму. Видаються збірники віршів А. Гафурова, Ю. Хаппалаєва. У цей період стає популярним творчість Ібрагіма Халіла Курбан Алієва, Ахмеда Караді Заку-Задэ (Курді) та Муеддіна (Мурада) Чаринова. Першим твором дагестанської драматургії є драма Г. Саідова лакською мовою — "Лудильщики" (1914). До скарбниці дагестанської літератури увійшли книги Ефенді Капієва (1909—1944) "Різьба по каменю" (1940), "Поет" (кн. 1—2, вид. 1944).
Лакський фольклор є багатим і різноманітним. У лакському епосі багато спільного з аварським епосом не лише за формою, але й за змістом. До героїчного епосу відносяться такі твори: "Казамиль Алі", "Моллачул Іса", "Париль-Місиду", "Даддакал Балай" та інші. Лакська пісня "Парту Патима" розповідає про боротьбу проти монголо-татарських завойовників у XIII—XIV століттях. Епічні пісні відображали важливі історичні події; вони виконувалися співцями-імпровізаторами. Лірична пісня в значній мірі створюється жінками. Звичайний розмір лакської пісні (балай) — чотирнадцяти- або одинадцятислівник. Лакська казка (маха) в більшості своєму розробляє загальні для всіх народів сюжети казки. Широко поширеним і улюбленим жанром усної лакської літератури є прислів'я (учальартту): "Для того, хто не плаче, немає хліба"; "Не залишай хліба, хоча б ти був ситий, не залишай горщика, хоча б немає дощу". Для розваг використовують загадки (ссигри), наприклад: "Від ходьби не втомлюється, від їжі не наїдається" (млин); "У одній бочці два різних вина" (яйце). У загальнокавказських виданнях публікувалися лакські фольклорні твори, зібрані А. Омаровим.

## Приклад
«Заповіт» Т. Шевченка лакською мовою (переклав Бадаві Рамазанов)
| АМАНАТ ИвкІукун на уччара Ххирасса Украиннай, Ттунсса гьавгу дуккира Ва гьартасса авлахърай. Щалихханнин я битан Дазу дакъа къурдарах, ВичІи дирхьуна икІан Днепрданул щатІах. Украиннал чуллая ЧІан дакъа щюлли хьхьирин Вай душмантурал оьтту Неххал щатІал лавсукун, Вай авлахъру, вай нехру Ва дунийра кьадиртун, Нагу сапар бахІинна Ссавруннай аллагьначІан. Муниннин тІурча, таллагь, Акъассар ттулгу аллагь. Гьаттавухгу ивхьуну Гьазгу хьияра талай, Вай зулмулул щинзиртру Руца-руцари дуллай. Оьттул душман ххит ара, Ласира тархъаншиву, Тархъансса ва хъунмасса ЦІусса кулпатравугу ДакІнин улутияра Ххуйсса мукъуйну нагу. |